# Liste der Kulturdenkmäler in Altenahr
In der Liste der Kulturdenkmäler in Altenahr sind alle Kulturdenkmäler der rheinland-pfälzischen Ortsgemeinde Altenahr einschließlich der Ortsteile Kreuzberg und Reimerzhoven aufgeführt. Im Ortsteil Altenburg sind keine Kulturdenkmäler ausgewiesen. Grundlage ist die Denkmalliste des Landes Rheinland-Pfalz (Stand: 12. Juni 2023).

## Denkmalzonen
| Bezeichnung                | Lage                          | Baujahr | Beschreibung | Bild                           |
| -------------------------- | ----------------------------- | ------- | --- | ------------------------------ |
| Denkmalzone Burg Kreuzberg | Kreuzberg, Burgstraße 12 Lage | um 1340 | um 1340 von Erzbischof Walram von Jülich erbaut, 1686 zerstört, im 18. Jahrhundert wieder aufgebaut; spätmittelalterlicher Torbau, Ringmauer und Bergfried, daran hakenförmiger Schlosstrakt, 1760; zugehörig der Burgberg, Burgstraße 10 und Bruchsteinhaus (Münstereifeler Straße) | weitere Bilder Fotos hochladen |

## Einzeldenkmäler
| Bezeichnung                                        | Lage                                                            | Baujahr                            | Beschreibung | Bild                           |
| -------------------------------------------------- | --------------------------------------------------------------- | ---------------------------------- | --- | ------------------------------ |
| Haus des Gastes                                    | Altenahr, Altenburger Straße 1a Lage                            | um 1900                            | ehemaliges Bahnhofsgebäude; Fachwerkbau, teilweise massiv, Schweizer Stil, eingeschossiger Bruchsteinverladebahnhof, um 1900 | weitere Bilder Fotos hochladen |
| Stellwerk                                          | Altenahr, Altes Stellwerk 1 Lage                                | um 1885                            | ehemaliges Stellwerk, um 1885; Fachwerk-, teilweise Bruchsteinbau | BW                             |
| Pfarrhaus                                          | Altenahr, Markt 3 Lage                                          | zweite Hälfte des 19. Jahrhunderts | Bruchsteinbau, zweite Hälfte des 19. Jahrhunderts | Fotos hochladen                |
| Ziborium                                           | Altenahr, Markt, neben Nr. 3 Lage                               | 19. Jahrhundert                    | Ziborium, Tuffstein, 19. Jahrhundert | Fotos hochladen                |
| Wohnhaus                                           | Altenahr, Mühlengasse 3 Lage                                    | 18. Jahrhundert                    | Fachwerkhaus, teilweise massiv, 18. Jahrhundert | BW                             |
| Katholische Pfarrkirche Maria Verkündigung         | Altenahr, Pützgasse Lage                                        | Mitte des 12. Jahrhunderts         | romanische Pfeilerbasilika, Mitte des 12. Jahrhunderts, gotischer Chor, 1326 geweiht, Sakristei vom Anfang des 16. Jahrhunderts, Langhaus 1892/93 verlängert, Architekt Nellessen, Bonn; zwei Grabplatten, 18. Jahrhundert                                                                          | weitere Bilder Fotos hochladen |
| Rathaus                                            | Altenahr, Roßberg 3 Lage                                        | um 1900                            | dreigeschossiger Putzbau, Hotelbau um 1900 | Fotos hochladen                |
| Kurkölnisches Amtshaus                             | Altenahr, Roßberg 6 Lage                                        | 1714                               | später als Schulhaus genutzt; Walmdachbau, bezeichnet 1714, Ökonomietrakt, angeblich spätromanisches Hoftor; Gesamtanlage mit Tor | Fotos hochladen                |
| Nikolauskapelle                                    | Altenahr, Roßberg, Ecke Markt Lage                              |                                    | dreiseitiger Schluss, Eckpilaster | Fotos hochladen                |
| Eisenbahnbrücke                                    | Altenahr, Tunnelstraße Lage                                     | um 1910                            | Bruchsteinbrücke mit Tunnel über die Ahr auf der Strecke nach Reimerzhoven, um 1910 | Fotos hochladen                |
| Villa Johanna                                      | Altenahr, Tunnelstraße 17 Lage                                  | um 1900                            | dreigeschossiger Bruchsteinbau, teilweise Backstein, um 1900 | weitere Bilder Fotos hochladen |
| Burgruine Are                                      | Altenahr, östlich des Ortes auf einem Fels der Ahrschleife Lage | um 1100                            | Hochburg, wohl um 1100, Ausbau im 14. und 15. Jahrhundert, 1714 gesprengt; Reste von Tor und Vorburg, Torturm an der Südecke mit Resten eines Palas und anderer Türme, in der Nordecke vielleicht der älteste Bergfried, Reste der Burgkapelle, um 1200; Wehrmauer aus dem 14. oder 15. Jahrhundert | weitere Bilder Fotos hochladen |
| Kreuzwegstationen                                  | Altenahr, nordöstlich des Ortes auf dem Roßberg Lage            | 1728                               | zwei Stationen, bezeichnet 1728 | Fotos hochladen                |
| Katholische Kapelle St. Antonius Eremit            | Kreuzberg, Burgstraße Lage                                      | 1783                               | Bruchsteinsaal, 1783 | weitere Bilder Fotos hochladen |
| Wohnhaus                                           | Kreuzberg, Burgstraße 8 Lage                                    | 19. Jahrhundert                    | Fachwerkhaus, teilweise massiv, Krüppelwalmdach, angeblich von 1648, wohl eher aus dem 19. Jahrhundert | BW                             |
| Wohnhaus                                           | Kreuzberg, Burgstraße 10 Lage                                   | 18. Jahrhundert                    | eingeschossiger Krüppelwalmdachbau, im Kern aus dem 18. Jahrhundert | BW                             |
| Wohnhaus                                           | Kreuzberg, Burgstraße 31 Lage                                   | 18. Jahrhundert                    | Fachwerkhaus, Ständerbau, 18. Jahrhundert, eventuell älter | BW                             |
| Heiligenhäuschen                                   | Kreuzberg, Im Auel Lage                                         | 19. Jahrhundert                    | Heiligenhäuschen, 19. Jahrhundert | BW                             |
| Villa                                              | Kreuzberg, Im Vischeltal 5 Lage                                 | 1903                               | späthistoristische Villa, teilweise Fachwerk, bezeichnet 1903, mit bewaldetem Umfeld (bauliche Gesamtanlage); unterhalb Torbogen mit Pförtnerhäuschen | BW                             |
| Katholische Kapelle Zur Schmerzhaften Muttergottes | Reimerzhoven, Rotweinstraße Lage                                | 1860                               | kleiner Saalbau, 1860; Ölbergrelief | weitere Bilder Fotos hochladen |